# Rija Vatomanga Gardiner
Rija Vatomanga Gardiner (* 9. Dezember 1999) ist ein madagassischer Leichtathlet, der sich auf den Sprint spezialisiert hat.

## Sportliche Laufbahn
Erste internationale Erfahrungen sammelte Rija Vatomanga Gardiner im Jahr 2018, als er bei den U20-Weltmeisterschaften in Tampere mit 48,31 s in der ersten Runde im 400-Meter-Lauf ausschied. Anschließend kam er auch bei den Afrikameisterschaften in Asaba mit 48,58 s nicht über den Vorlauf hinaus. 2024 nahm er dank einer Wildcard im 100-Meter-Lauf an den Olympischen Sommerspielen in Paris teil und schied dort mit 10,82 s in der Vorausscheidungsrunde aus.

## Persönliche Bestleistungen
- 100 Meter: 10,82 s (+0,1 m/s), 3. August 2024 in Paris
- 200 Meter: 21,32 s (+1,8 m/s), 11. Juni 2022 in Montpellier
- 400 Meter: 47,60 s, 23. Juni 2018 in Valence